# Valdas Ivanauskas
Valdas Ivanauskas, född 31 juli 1966 i Kaunas, är en litauisk före detta fotbollsspelare och numer tränare.
Ivanauskas inledde sin spelarkarriär år 1984 i FK Žalgiris Vilnius. Året därpå snappades han upp av ryska PFC CSKA Moskva där han spelade i två år innan han gick tillbaka till Žalgiris. Därefter har han spelat i ett antal tyska och österrikiska klubbar. 2002 lade han ned sin karriär som fotbollsspelare och gick året därpå in som assisterande tränare för Litauens herrlandslag i fotboll. Han var bland annat med och bärgade segern i skotska cupen med Hearts år 2006. I januari 2013 presenterades han som ny tränare i Goriklubben Dila Gori.
Ivanauskas har utsetts till Litauens bästa fotbollsspelare vid fyra tillfällen: 1990, 1991, 1993 och 1994. 